# Campoplex rufipes
Campoplex rufipes là một loài tò vò trong họ Ichneumonidae.